# Iglesia de la ciudad
La Iglesia de la ciudad (en portugués: Igreja da Cidade) es una iglesia bautista multisitio con sede  en São José dos Campos, Estado de São Paulo, Brasil. El pastor principal de la iglesia es Carlito Paes. Está afiliada a la Convención Batista Brasileña y Alianza Mundial Bautista.  Se dice que la iglesia tiene una asistencia de 20,000 personas.

## Historia

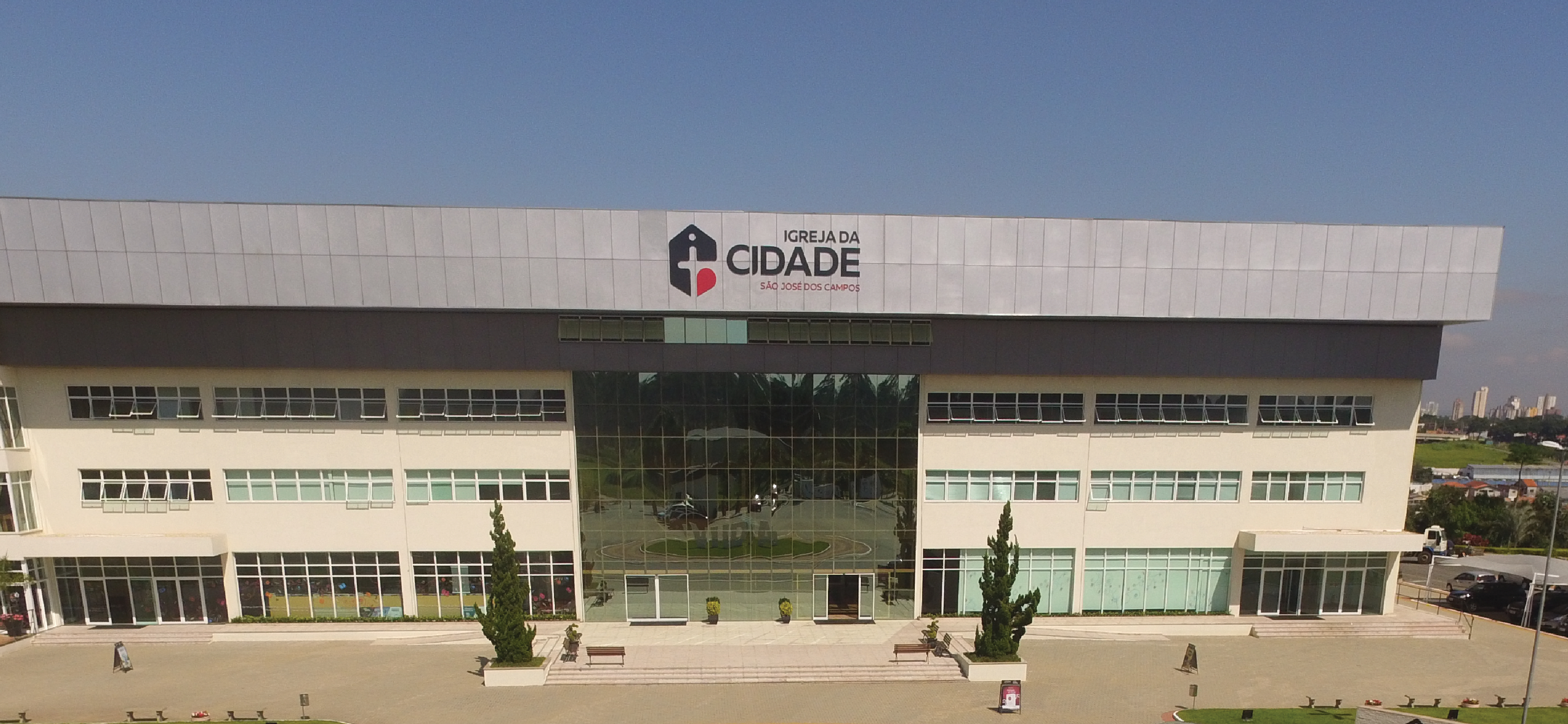
Edificio de la iglesia en São José dos Campos.

La iglesia fue fundada en 1942 bajo el nombre de Igreja Evangélica Batista de São José dos Campos. En 1982, pasó a llamarse Primeira Igreja Batista en São José dos Campos. Desde 2003, organizó un programa sobre la vida de Jesucristo para Pascua que tiene lugar todos los años. En 2013, hizo la dedicación de un nuevo edificio que incluía dos auditorios, incluido uno con auditorio de 6,000 asientos, un complejo deportivo, restaurantes, oficinas y una escuela primaria y secundaria, Colégio Inspire. En 2015, había abierto 9 campus en diferentes ciudades de Brasil y tomó su nombre actual Igreja da Cidade. En 2023, tendría 20,000 miembros y 28 campus.

## Creencias
La Iglesia tiene una confesión de fe bautista y es miembra de la Convención Batista Brasileña.